# Liste der Bodendenkmale in Treuen
In der Liste der Bodendenkmale in Treuen sind die Bodendenkmale der Stadt Treuen und ihrer Ortsteile nach dem Stand der Auflistung von Volkmar Geupel aus dem Jahr 1983 aufgelistet. Eventuelle Änderungen und Ergänzungen, insbesondere aus der Zeit nach der Wende, sind nicht berücksichtigt, da für Sachsen aktuell keine neueren allgemein zugänglichen Bodendenkmallisten vorliegen. Die Baudenkmale sind in der Liste der Kulturdenkmale in Treuen aufgeführt.
| Denkmal-ID | Fundart            | Ortsteil    | Bezeichnung                                        | Zeitstellung    | Lage | Bemerkungen | Bild |
| ---------- | ------------------ | ----------- | -------------------------------------------------- | --------------- | --- | --- | ---- |
| ?          | besonderer Stein   | Eich        | Steinkreuz „Kreuzstein“                            | Spätmittelalter | westlich der Ortsmitte am Abzweig der alten Lengenfelder Straße von der Straße von Treuen nach Rodewisch | Kreuz oder Radkreuz auf einer Seite, kreuzförmige Vertiefung auf der Oberseite, Schutz seit 18. Juli 1963                            |      |
| ?          | besonderer Stein   | Gospersgrün | Gruppe von 2 Steinkreuzen                          | Spätmittelalter | Ortsmitte, am mittleren Dorfteich                                                                        | ein Kreuz ohne Kopfstück, Schutz seit 17. April 1963                                                                                 |      |
| ?          | besonderer Stein   | Pfaffengrün | Kreuzstein                                         | Spätmittelalter | nordwestlich des Orts, südwestlich der Straße nach Limbach                                               | Steinsäule, Kreuz in Rechteck auf einer Seite, Kreuz und Rechteck auf anderer Seite, Schutz seit 24. Februar 1964                    |      |
| ?          | besonderer Stein   | Pfaffengrün | Kreuzstein                                         | Spätmittelalter | nördlich des Orts, östlich der B 173                                                                     | Steinblock, sich kreuzende Linien auf der Süd- und Kreuz auf der Ostseite, Schutz seit 24. Februar 1964                              |      |
| ?          | Befestigung > Burg | Treuen      | Wehranlage „Oberes Schloss“, „Schlossberg“, „Burg“ | Mittelalter     | Bergsporn zwischen dem Treuener Wasser und einem Nebenbach                                               | Höhenburg in Spornlage, Reste der Umfassungsmauer erhalten, Abschnittsgraben als schwache Senke erkennbar, Schutz seit 26. Juli 1971 |      |